# Chéméré

Chéméré este o comună în departamentul Loire-Atlantique, Franța. În 2009 avea o populație de 2,171 de locuitori.